# کوهستان (رضوانشهر)
کوهستان بهشت‌آباد، روستایی از توابع بخش پره‌سر شهرستان رضوان‌شهر در استان گیلان ایران است.

## جمعیت
این روستا در دهستان دیناچال قرار دارد و براساس سرشماری مرکز آمار ایران در سال ۱۳۸۵، جمعیت آن ۱٬۴۵۵ نفر (۳۵۹خانوار) بوده‌است.مردم این روستا به زبان تالشی صحبت میکنند .